# Centro de Estudios de Historia del Antiguo Oriente
El Centro de Estudios de Historia del Antiguo Oriente (CEHAO) es un centro de investigación universitario de la Universidad Católica Argentina, Buenos Aires, Argentina, dedicado a la investigación en el campo de la historia y la arqueología del Antiguo Oriente Próximo, especialmente la egiptología, asiriología, y las ciencias bíblicas. Junto con el Instituto de Historia Antigua Oriental de la Universidad de Buenos Aires, es uno de los dos centros de Buenos Aires dedicados a estas temáticas.

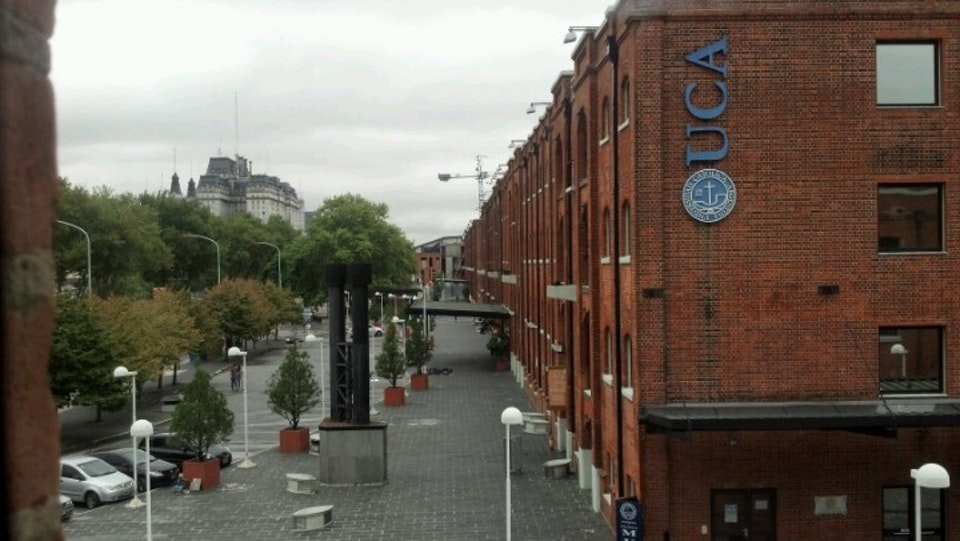
La sede del CEHAO se encuentra ubicada en el Edificio San Alberto Magno, Campus Puerto Madero de la Universidad Católica Argentina

## Actividades
El CEHAO comparte proyectos de investigación e investigadores con el Instituto de Investigaciones de la Facultad de Ciencias Sociales de la Universidad Católica Argentina. Entre sus investigadores destacan las egiptólogas Alicia Daneri y Perla Fuscaldo, los biblistas René Krüger y Pablo Andiñach, la asirióloga Andrea Seri, y el arqueólogo Amir Gorzalczany.
El CEHAO produce varias publicaciones periódicas. En primer lugar, Antiguo Oriente, la publicación periódica del centro, constituye el órgano difusor de las actividades de investigación tanto de los miembros del centro como de aquellos especialistas pertenecientes a la comunidad científica internacional. En segundo lugar, las Monografías sobre el Antiguo Cercano Oriente, publicación en línea en conjunto con la Society of Biblical Literature (EE. UU.). Por último, Damqatum, publicación anual de acceso online gratuito, que publica artículos de divulgación que buscan acercar la comunidad científica al público en general.

## Directores
- Roxana Flammini (2002-2011, 2017)
- Juan Manuel Tebes (2012-2016 y desde 2018)